# Grenzbereich (Fahrdynamik)
Der Grenzbereich ist in der Fahrdynamik der Bereich der Querbeschleunigung kurz vor Erreichen der Kraftschlussgrenze. Die maximale Querbeschleunigung bestimmt die Geschwindigkeit, mit der eine Kurve mit gegebenem Radius gerade noch befahrbar ist. Erstere hängt von der Fahrbahnbeschaffenheit, den Reifen und der Fahrwerksabstimmung ab.
Bei Pkw wird der gesamte nutzbare Querbeschleunigungsbereich in einen linearen Bereich der sich auf den Zusammenhang zwischen Lenkradwinkel und Querbeschleunigung bezieht, den Übergangsbereich und den Grenzbereich aufgeteilt.

## Anforderungen
Zur Stärkung der aktiven Sicherheit soll der Grenzbereich nicht zu schmal sein und sich rechtzeitig ankündigen, z. B. durch den progressiven Anstieg des Lenkradwinkels über der Querbeschleunigung. Dies ist bei einer untersteuernden Abstimmung des Eigenlenkverhaltens der Fall, bei der die Vorderachse zuerst die Rutschgrenze erreicht. Es sollte nicht „zu einer abrupten Änderung des Fahrverhalten kommen, damit der Fahrer nicht mit seiner kompensatorischen Regelung überfordert ist.“
Fahrzeuge, bei denen die Hinterachse zuerst die Rutschgrenze erreicht, übersteuern. Sie werden instabil und der dabei auftretende große Schwimmwinkel muss durch aktives Gegenlenken „eingefangen“ oder durch Bremseingriffe der Fahrdynamikregelung (ESP) reduziert werden.
Bei Motorrädern ist die Schräglage ein Maß für die Kraftschlussausnutzung. Die Einhaltung des maximalen möglichen Neigungswinkels wird im Rennsport durch den Abstand des Knieprotektors von der Fahrbahn „sensiert“. Der Grenzbereich ist im Wesentlichen von den Reifen an Vorder- und Hinterrad abhängig. Da ein Wegrutschen des Vorderrads schwerer zu beherrschen ist als beim Hinterrad, soll sich der Grenzbereich durch den Schräglaufwinkel des Hinterrads ankündigen.

## Stationäre Querdynamik
Der Grenzbereich liegt auf trockener Fahrbahn bei modernen Pkw weit oberhalb des „Normalfahrbereichs“ von etwa 4 m/s2 Querbeschleunigung entsprechend etwa 22 Grad Neigung beim Zweirad, der von Kunden selten überschritten wird. Die weitere Steigerung ist im Wesentlichen eine Frage der Reifentechnologie, die aber auch die Zielkonflikte mit dem Rollwiderstand oder dem Nassgriff berücksichtigen muss. Was hier technisch möglich ist, wurde am seriennahen Forschungsfahrzeug Mercedes F400 mit Neigetechnik ausgelotet, bei dem eine Querbeschleunigung bis zum 1.28-fachen der Erdbeschleunigung erreicht wurde. Rennfahrzeuge erreichen ein mehrfaches dieser Querbeschleunigung. Dies setzt spezielle Gummimischungen der Reifen sowie aerodynamischen Abtrieb voraus. Die maximale Querbeschleunigung steigt hier mit der Geschwindigkeit an.
Auf nasser oder glatter Fahrbahn ist die maximale Querbeschleunigung deutlich geringer. Der Übergangsbereich ist entsprechend klein und für den Fahrer daher schwieriger wahrnehmbar, z. B. nur am Lenkradmoment. Generell gilt, dass der Grenzbereich umso schmäler ist, je kleiner der Schräglaufwinkel ist, bei dem das Maximum der Seitenkraft der Reifen auftritt. Auf trockener Fahrbahn liegt dieses Maximum bei Pkw-Reifen etwa zwischen 8 und 12 Grad,:225 bei Slicks etwa bei 5 Grad.:215

## Störungen
Da im Grenzbereich sowohl Vorder- als auch Hinterachse nahe der Kraftschlussgrenze sind, können sich auch kleine Störungen durch große Veränderungen des Fahrverhaltens bemerkbar machen. So kann bereits ein Lastwechsel oder leichtes Bremsen bei Fahrzeugen mit geringer Hinterachslast (z. B, Audi TT 8N) ausreichen um ein Übersteuern auszulösen. Gleiches gilt für hinterradgetriebene Fahrzeuge beim Beschleunigen auf glatter Fahrbahn in der Kurve.